# Міжнародна Сталінська премія «За зміцнення миру між народами»
Міжнародна Сталінська премія «За зміцнення миру між народами» — почесна нагорода СРСР, започаткована Указом Президії Верховної Ради СРСР від 20 грудня 1949 року. Розмір премії становив 100 тисяч рублів.
Премія вручалась у 1949–1955 роках. Після XX з'їзду КПРС, на якому Першим Секретарем ЦК КПРС Микита Хрущов зачитав доповідь «Про культ особи та його наслідки», Указом Президії Верховної ради СРСР від 6 вересня 1956 року була перейменована на Міжнародну Ленінську премію «За зміцнення миру між народами». При цьому медаль із зображенням голови Ради міністрів СРСР Йосипа Сталіна була замінена на медаль із зображенням засновника СРСР Володимира Леніна.
Незмінним головою Комітету з міжнародних Сталінських премій «За зміцнення миру між народами» був радянський фізик Дмитро Скобєльцин.

## Історія започаткування

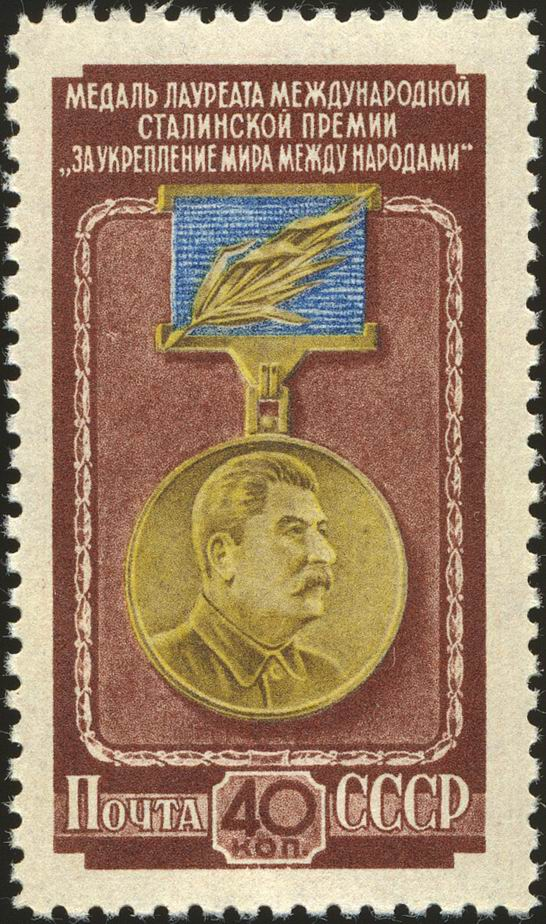
Радянська поштова марка з зображенням медалі лауреата премії, 1953. Художник С. Поманський

Ініціатива започаткування премії обговорювалась 17 грудня 1949 року на засіданні Комітету з розробки та організації проведення заходів, пов'язаних із сімдесятиріччям Сталіна. На цьому засіданні голова Комітету Микола Шверник озвучив пропозицію «започаткувати 5—10 міжнародних Сталінських премій „За зміцнення миру між народами“». За словами В'ячеслава Молотова, який брав участь у тому засіданні, питання про премії «має величезне політичне значення не лише для нашої країни, але й для всього світу. Воно буде відображати найглибші думи та прагнення народних мас нині, буде відповідати бажанням усього нашого народу».
Примітно, що кінорежисер Григорій Александров висловив побажання, «щоб першу премію присудили товаришу Сталіну». На цю пропозицію зробив зауваження Мікоян: «Сталінську премію і йому ж присуджувати?». Зрештою Григорій Маленков запропонував: «Присуджувати буде спеціальний Комітет. Він розгляне, можливо, й буде така пропозиція.»
Відповідно до указу Президії Верховної Ради СРСР «Про започаткування міжнародних Сталінських премій „За зміцнення миру між народами“» «премії надаються громадянам будь-якої країни світу, незалежно від їхніх політичних, релігійних та расових відмінностей, за видатні заслуги у справі боротьби проти розпалювачів війни та за зміцнення миру». Указом було встановлено, що особи, які нагороджуються премією, отримують диплом лауреата, золоту нагрудну медаль із зображенням Сталіна, а також грошову премію в розмірі 100 тисяч рублів. Цим же указом було встановлено, що премії «присуджуються щороку в кількості від 5 до 10 премій спеціальним Комітетом, що утворюється Президією Верховної Ради СРСР з представників демократичних сил різних країн світу», та присудження премій «здійснювати у день народження Йосипа Віссаріоновича Сталіна — 21 грудня щороку». Перші премії указ установив присудити 1950 року.
Указ було підписано 20 грудня 1949 року головою Президії Верховної Ради СРСР Миколою Шверником і секретарем Президії Верховної Ради СРСР Олександром Горкіним.

## Лауреати

### 1951

#### Премії за 1950 рік
1. Фредерік Жоліо-Кюрі (Франція) — професор «Коледж де Франс», член Французької Академії наук
2. Сун Цинлін (Китай) — голова Китайської асоціації народної допомоги
3. Г'юлет Джонсон (Велика Британія) — настоятель Кентерберійського собору
4. Ежені Коттон (Франція) — почесний директор Вищої нормальної школи в Севрі
5. Артур Моултон (США) — колишній протестантський єпископ
6. Пак Ден Ай (КНДР) — голова Демократичного жіночого союзу Кореї
7. Еріберто Хара (Мексика) — політик, революціонер

#### Премії за 1951 рік
1. Го Можо (Китай) — президент Китайської академії наук
2. Анна Зегерс (НДР) — письменниця
3. Жоржі Амаду (Бразилія) — письменник
4. Ікуо Ояма (Японія) — професор, депутат парламенту
5. Моніка Фелтон (Велика Британія) — громадська діячка
6. П'єтро Ненні (Італія) — депутат парламенту

### 1952
1. Сайфуддін Кітчлу (Індія) — голова Всеіндійської Ради миру
2. Поль Робсон (США)
3. Ів Фарж (Франція)
4. Джеймс Ендікотт (Канада) — священик
5. Ілля Еренбург (СРСР) — письменник
6. Йоганнес Роберт Бехер (НДР) — письменник
7. Еліза Бранко (Бразилія)

### 1953
1. Леон Кручковський (Польща) — письменник
2. Пабло Неруда (Чилі) — письменник
3. Андреа Гаджеро (Італія) — священик
4. Ніна Попова (СРСР) — секретар ВЦСПС
5. П'єр Кот (Франція) — депутат Національних зборів
6. Говард Мелвін Фаст (США) — письменник
7. Ізабелла Блюм (Бельгія) — депутат парламенту
8. Джон Бернал (Велика Британія) — професор Лондонського університету
9. Андреа Андреєн (Швеція) — доктор медицини, головний лікар клінічного шпиталю Стокгольма
10. Сахіб Сінг Сокхей (Індія) — професор, генерал-майор, член Ради штатів парламенту

### 1954
1. Бертольд Брехт (НДР) — поет і драматург
2. Ніколас Гільєн (Куба) — поет
3. Такін Кодо Хмайн (Бірма) — письменник
4. Ален ле Леап (Франція) — генеральний секретар Загальної конференції праці
5. Бальдомеро Санін Кано (Колумбія) — професор, почесний доктор Единбурзького й Боготинського університетів
6. Прійоно (Індонезія) — професор, декан літературного факультету Державного університету в Джакарті
7. Андре Боннар (Швейцарія) — професор Лозаннського університету
8. Фелікс Іверсен (Фінляндія) — професор Гельсінського університету
9. Деніс Новелл Прітт (Велика Британія) — юрист

### 1955
1. Ласаро Карденас (Мексика) — колишній президент
2. Мухаммед аль-Ашмар (Сирія) — громадський діяч
3. Йозеф Вірт (ФРН) — колишній рейхсканцлер Німеччини
4. Тон Дик Тханг (В'єтнам) — голова Національного комітету Вітчизняного фронту В'єтнаму
5. Акіко Секі (Японія) — митець
6. Рагнар Форбекк (Норвегія) — пастор, капелан собору Осло